# Lars Jacobsen
Lars Christian Jacobsen (ur. 20 września 1979 w Odense) – duński piłkarz grający na pozycji prawego obrońcy.

## Kariera klubowa
Jacobsen pochodzi z Odense i tam też rozpoczął piłkarską karierę w klubie Odense BK. Szybko odkryto jego talent i już w sezonie 1996/1997 był zawodnikiem pierwszej drużyny, w której zadebiutował w duńskiej ekstraklasie. W pierwszych dwóch sezonach wystąpił w 20 spotkaniach ligowych, ale w 1998 roku klub spadł do drugiej ligi. Jacobsen przez rok grał na drugim froncie, ale już w sezonie 1999/2000 Odense ponownie występowało w pierwszej lidze. W sezonie 2001/2002 Jacobsen osiągnął swój pierwszy sukces w karierze, gdy ze swoim zespołem zdobył Puchar Danii.
Latem 2002 na zasadzie wolnego transferu Lars przeszedł do niemieckiego Hamburger SV. W Bundeslidze zadebiutował 11 września w przegranym 1:2 wyjazdowym spotkaniu z VfL Wolfsburg. W tamtym sezonie zajął z HSV 4. miejsce w lidze, a w lipcu 2003 zdobył Puchar Ligi Niemieckiej. Kariery w hamburskim klubie jednak nie zrobił i przeważnie siedział na ławce rezerwowych. W ciągu półtora roku wystąpił tylko w 22 spotkaniach ligowych i zdobył w nich 1 gola.
W zimie 2004 Jacobsen wrócił do Danii i został zawodnikiem FC København. W rundzie wiosennej pomógł klubowi w wywalczeniu mistrzostwa Danii, a także zdobyciu krajowego pucharu. W 2005 roku został wicemistrzem kraju, ale zarówno w sezonie 2005/2006 jak i 2006/2007 wywalczył kolejne tytuły mistrza. W sezonie 2006/2007 wystąpił z FCK w rozgrywkach grupowych Ligi Mistrzów, ale zespół zajął w nich ostatnie miejsce. Latem 2007 Jacobsenowi skończyła się umowa z FCK i trafił do 1. FC Nürnberg, podpisując roczny kontrakt. W 2008 roku spadł ze swoim klubem do drugiej ligi.
W sierpniu 2008 na zasadzie wolnego transferu przeszedł do angielskiego Evertonu. Przez cały sezon w tym zespole rozegrał pięć ligowych meczów i pod koniec czerwca 2009 roku przeszedł do Blackburn Rovers. W nowym klubie zadebiutował 15 sierpnia w ligowym meczu z Manchesterem City. W 2010 roku został zawodnikiem West Ham United. Natomiast od 2011 roku do 2014 ponownie bronił barw FC København. Latem 2014 przeszedł do En Avant Guingamp. W 2016 zakończył karierę.
| Sezon   | Klub              | Kraj    | Rozgrywki      | Mecze | Bramki | Rozgrywki Europy                    | Mecze | Bramki |
| ------- | ----------------- | ------- | -------------- | ----- | ------ | ----------------------------------- | ----- | ------ |
| 1996/97 | Odense BK         | Dania   | Superligaen    | 5     | 0      | -                                   | -     | -      |
| 1997/98 | Odense BK         | Dania   | Superligaen    | 15    | 0      | -                                   | -     | -      |
| 1998/99 | Odense BK         | Dania   | 1. dywizja     | ?     | ?      | -                                   | -     | -      |
| 1999/00 | Odense BK         | Dania   | Superligaen    | 27    | 1      | -                                   | -     | -      |
| 2000/01 | Odense BK         | Dania   | Superligaen    | 32    | 0      | -                                   | -     | -      |
| 2001/02 | Odense BK         | Dania   | Superligaen    | 32    | 1      | -                                   | -     | -      |
| 2002/03 | Hamburger SV      | Niemcy  | Bundesliga     | 12    | 1      | -                                   | -     | -      |
| 2003/04 | Hamburger SV      | Niemcy  | Bundesliga     | 10    | 0      | -                                   | -     | -      |
| 2003/04 | FC København      | Dania   | Superligaen    | 13    | 0      | -                                   | -     | -      |
| 2004/05 | FC København      | Dania   | Superligaen    | 27    | 0      | Liga Europy UEFA                    | 2     | 0      |
| 2005/06 | FC København      | Dania   | Superligaen    | 33    | 3      | Liga Europy UEFA                    | 2     | 0      |
| 2006/07 | FC København      | Dania   | Superligaen    | 30    | 0      | Liga Mistrzów UEFA                  | 10    | 0      |
| 2007/08 | 1. FC Nürnberg    | Niemcy  | Bundesliga     | 7     | 0      | -                                   | -     | -      |
| 2008/09 | Everton F.C.      | Anglia  | Premier League | 5     | 0      | -                                   | -     | -      |
| 2009/10 | Blackburn Rovers  | Anglia  | Premier League | 13    | 0      | -                                   | -     | -      |
| 2010/11 | West Ham United   | Anglia  | Premier League | 24    | 0      | -                                   | -     | -      |
| 2011/12 | FC København      | Dania   | Superligaen    | 25    | 0      | -                                   | -     | -      |
| 2012/13 | FC København      | Dania   | Superligaen    | 30    | 0      | Liga Mistrzów UEFA Liga Europy UEFA | 4 6   | 0 0    |
| 2013/14 | FC København      | Dania   | Superligaen    | 26    | 1      | Liga Mistrzów UEFA                  | 6     | 0      |
| 2014/15 | En Avant Guingamp | Francja | Ligue 1        | 25    | 1      | Liga Europy UEFA                    | 6     | 0      |
| 2015/16 | En Avant Guingamp | Francja | Ligue 1        | 32    | 0      | -                                   | -     | -      |

## Kariera reprezentacyjna
Już w 1995 roku Jacobsen zadebiutował w reprezentacji Danii U-16. W kolejnych latach występował w kadrze narodowej poszczególnych kategorii wiekowych: U-17 (11 meczów), U-19 (19 meczów, 1 gol) i U-21 (26 meczów). W pierwszej reprezentacji zadebiutował 1 marca 2006 w wygranym 2:0 towarzyskim meczu z Izraelem. Od tego czasu stał się podstawowym zawodnikiem w drużynie prowadzonej przez Mortena Olsena.